# Menedżer (wrestling)

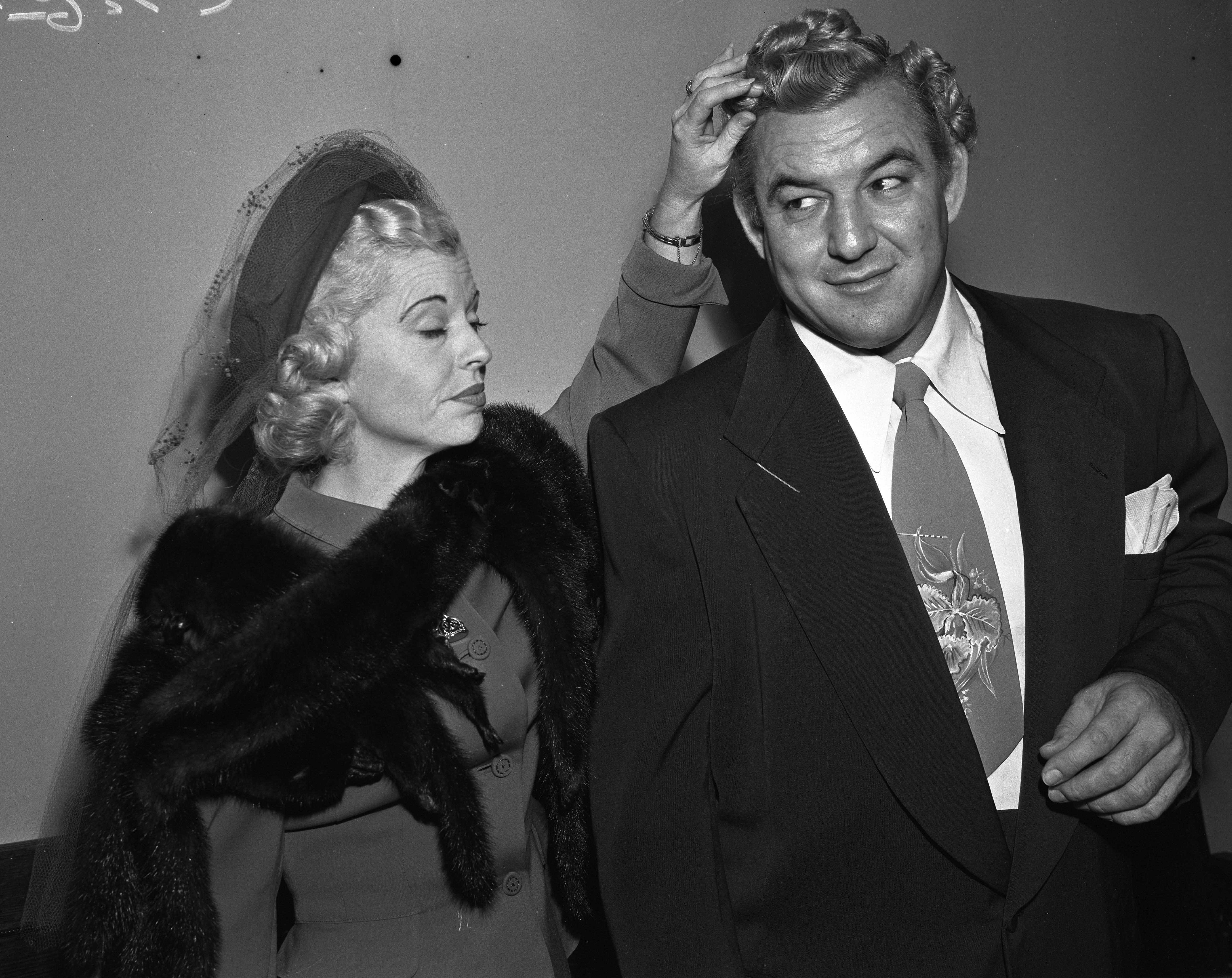
Betty George (z lewej), menedżerka i valet Gorgeous George’a (z prawej), uważana za pierwszego valeta w wrestlingu

Menedżer (ang. manager) – w wrestlingu postać drugoplanowa, będąca częstym towarzyszem zawodnika lub zawodników. Na żeńskiego managera czasem mówi się valet (pl. giermek). Jeśli manager jest osobą kontrolującą wrestlera, który bez niego zachowywałby się zbyt gwałtownie i nieadekwatnie do sytuacji, to taką osobę nazywa się handler (pl. treser). W rzeczywistości nie musi być prawdziwym menedżerem, tylko odgrywać jego postać.

## Rola
Managerem jest zazwyczaj osoba niebędąca wrestlerem, będąca okazjonalnym wrestlerem albo będąca dawnym wrestlerem, który z różnych powodów (zwykle zdrowotnych lub wiekowych) nie bierze już udziału w walkach. Głównym zadaniem managera jest uczynienie postaci konkretnego wrestlera bardziej interesującą lub przyczynianie się do rozwoju fabuły. Czasem przydzielany jest wrestlerom, którzy zdaniem organizatorów nie mają wystarczającej charyzmy, aby mogli w pojedynkę występować przed publicznością.
W kayfabe jest menedżerem zawodnika. Pomaga mu w rozwoju kariery doradzając, reprezentując w wywiadach i segmentach promocyjnych oraz towarzysząc w narożniku ringowym. Jeśli jest face’em, motywuje swojego klienta w czasie walki. Jeśli jest heelem, pomaga oszukując – na przykład odwraca uwagę sędziego lub osobiście interweniuje w ringu. Czasem manager ma pozycję zarządczą w organizacji wrestlerskiej lub odpowiada za organizację porządku dziennego. Może wówczas promować wybranych zawodników, organizować dla nich okazje na zdobycie tytułu lub zawierać sojusze z innymi zawodnikami, aby uprzykrzyć życie pracownikowi, który jest niewygodny dla zarządu.
W nielicznych przypadkach manager jest menedżerem zarówno w kayfabe, jak i rzeczywistości. Na przykład Paul Ellering nie tylko odgrywał rolę, ale także w rzeczywistości był agentem tag teamu Road Warriors, a członkowie rodziny McMahonów, poza odgrywaniem roli zarządców różnych szczebli, pełnią stanowiska zarządcze w WWE także w rzeczywistości.

### Valet
W założeniu powinien wyglądać atrakcyjnie dla widzów i niekoniecznie musi się często odzywać, choć okazyjnie jest kluczowym elementem różnych wątków fabularnych. Najczęściej jest kobietą, choć zdarzają się też męscy valeci, których miewał na przykład Gorgeous George. Często jest w związku z zawodnikiem, któremu towarzyszy. Za pierwszego valeta w historii wrestlingu uważana jest Betty George.

### Handler
W kayfabe kontroluje dzikiego wrestlera. Pilnuje, aby jego podopieczny wykorzystywał swoje umiejętności tylko w ringu i tylko w celu osiągnięcia sukcesu, bez łamania zasad jeśli doprowadziłoby to do dyskwalifikacji. Przykładem takiego handlera jest Paul Bearer – posiadał on urnę, w której znajdowały się wszystkie moce Undetakera. Urna była jedyną rzeczą, która była w stanie kontrolować demonicznego wrestlera.